# Mirków (Łódź)
Pour les articles homonymes, voir Mirków.
Mirków est une localité polonaise de la gmina et du powiat de Wieruszów en voïvodie de Łódź.